# Blood or Whiskey
Blood or Whiskey est un groupe de punk celtique irlandais, originaire de Leixlip, dans le comté de Kildare. Leurs chansons sont un mélange de paroles agressives, des riffs punks et de mélodies celtiques. Formé en 1993, le groupe dit avoir été influencé par The Clash, The Pogues et Shane MacGowan. Blood or Whiskey à son début eut des difficultés avec le public irlandais, à cause de leur musique non-traditionnelle. 

## Biographie
Blood or Whiskey est formé en 1994. Le groupe publie son premier album en 1996, l'éponyme Blood or Whiskey. Après leur premier opus, le groupe parcourt le Royaume-Uni et l'Europe continentale. 
En 2001 est publié l'album No Time to Explain, et ensuite ils partent pour une tournée aux États-Unis, qui permet à Blood or Whiskey de se faire connaitre par le public américain, suivant le chemin tracé par The Pogues. Après le départ du chanteur Barney Muray en 2003, le guitariste Dugs Mulhooly prend la place de chanteur du groupe. L'un des membres du groupe, Jim Borek, se fait arrêter et passe quelque temps en prison. Entre 2003 et 2005, le groupe connait de nombreux changements de formation, jusqu'à la sortie de l'album Cashed out on Culture,, reconnu comme leur album le plus orienté punk, bien qu'il contienne toujours le son traditionnel qui fait leur succès. 
En 2006, le joueur de flûte Alan Confrey meurt tragiquement d'une crise cardiaque, après le retour du groupe à Dublin à l'issue d'une tournée en Grande-Bretagne avec Stiff Little Fingers. Toujours à la recherche d'un joueur de flûte irlandaise, le groupe engage un nouveau bassiste Peter Mullan. S'ensuit ensuite une tournée en support du groupe The Misfits puis une tournée à travers tout le Royaume-Uni où le groupe ouvre pour des groupes comme Rancid, Dropkick Murphys, Anti-Flag, le groupe faisant aussi la première partie de leurs idoles The Pogues lors de leur concert de Noël annuel à Dublin en 2007. En 2009, ils tournent en Europe, puis au Japon, avant de se lance dans le Reading and Leeds Festival.
En 2014, ils publient leur nouvel album studio, Tell the Truth and Shame the Devil. En 2015, le groupe participe à la tournée Celtic Punk Invasion Tour 2015. Cette même année, ils jouent à l'o2 Academy, le 22 mars. À la fin de 2016, ils sont annoncés à la tournée spéciale Saint-Patrick de Dropkick Murphys entre février et mars 2017.

## Discographie
- 1996 : Blood or Whiskey
- 2001 : No Time to Explain
- 2005 : Cashed out on Culture
- 2014 : Tell the Truth and Shame the Devil